# Амброзини (Виченца)
Амброзини је насеље у Италији у округу Виченца, региону Венето.
Према процени из 2011. у насељу је живело 44 становника. Насеље се налази на надморској висини од 499 м.